# Hervormde kerk (Gendt)
De Hervormde kerk is een kerkgebouw in het Nederlandse dorp Gendt, provincie Gelderland. De kerk wordt gebruikt door de Protestantse Gemeente Gendt-Doornenburg.

## Geschiedenis
De oudste vermelding van een kerk te Gendt dateert uit eind 8e eeuw als Meginger en zijn vrouw Irinfrid de aan Sint Maarten gewijde kerk schenken aan het klooster van Lorsch. Rond 800 wordt de kerk opnieuw genoemd in een ruil van diverse goederen. In 814 ten slotte doet de geestelijke Gerwardus een schenking van de grond waar de kerk op staat.
De 12e-eeuwse inkomstenlijst van het klooster Lorsch laat zien dat de kerk te Gendt niet alleen beschikte over goederen in Gendt zelf, maar ook over de kerken van onder andere Zoelen en Driel. In 1228 verkocht het klooster zijn goederen in de Betuwe aan graaf Gerard III, waardoor ook de kerk van Gendt in bezit van de graven van Gelre kwam. Graaf Otto II schonk de kerk echter in 1255 aan het vrouwenklooster ’s-Gravendaal.
De reformatie bracht de kerk in handen van de protestanten, maar deze gemeenschap bleef dermate klein dat de kerk nauwelijks meer onderhouden kon worden. Begin 18e eeuw had het schip geen dak meer en de kerkdiensten werden gehouden in het koor. De vervallen muren van het schip werden in 1844 gesloopt en het koor werd aan de westzijde met anderhalve travee uitgebreid. Het koor werd omgebouwd tot kerk en kreeg in de westgevel een nieuwe toegang. Tussen de toren en het koor werden lage muurtjes opgetrokken.
In de Tweede Wereldoorlog is de toren zwaar beschadigd geraakt doordat deze deels was opgeblazen. In 1958-1959 werd de toren hersteld. Van 1962 tot 1966 volgde een restauratie van de kerk.

## Beschrijving

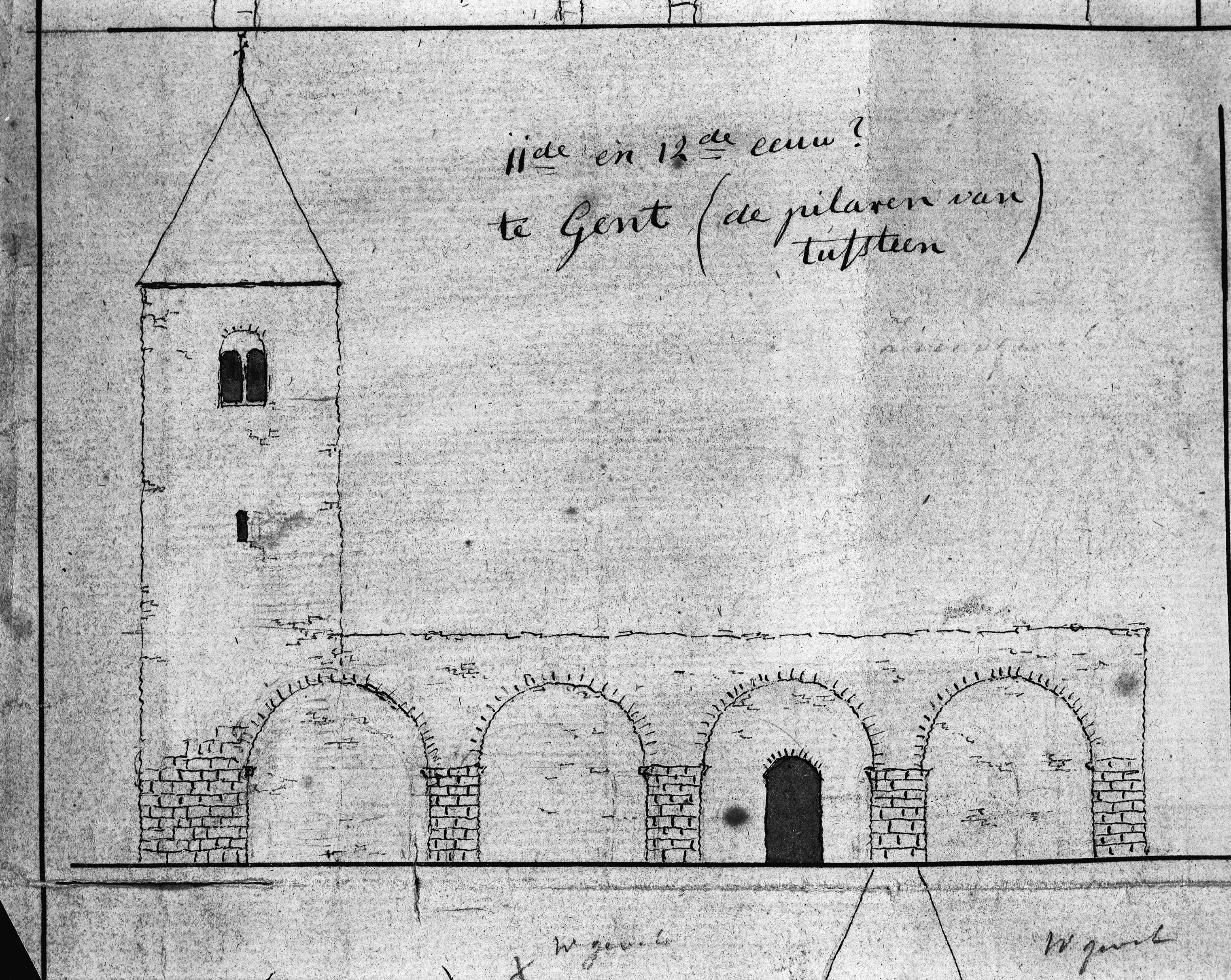
Reproductie uit schetsblad van Eyck van Zuylichem (1844), met het romaanse schip kort voordat het werd afgebroken

Tijdens de naoorlogse restauraties was het mogelijk om onderzoek te doen naar de bouwhistorie van de kerk. De huidige 14e-/15e-eeuwse toren bleek op de fundamenten te staan van een ouder gebouw. Er kon worden vastgesteld dat het om een driebeukige kerk met dwarspand ging, gebouwd in de 12e/13e eeuw. Aan deze romaanse kerk is in de 15e eeuw het huidige gotische bakstenen koor toegevoegd. In de 17e eeuw is het oude schip teruggebracht tot één beuk.
In 1844 werd het inmiddels vervallen schip afgebroken. Nog vóór de afbraak tekende F.N. Eyck van Zuylichem een impressie van de oude romaanse muren, met rondbogen op vierkante pilaren van tufsteen. In 1966 zijn op de fundamenten van de teruggevonden oude romaanse kerk lage muurtjes opgemetseld ter markering.
De huidige kerktoren kent twee geledingen en is opgebouwd uit diverse materialen, waaronder tufsteen, baksteen en kalksteen. De spits is ingesnoerd. In de toren hangt een kerkklok die in 1638 is gegoten.
In de kerk is een orgel aanwezig, gebouwd in 2021 door de Utrechtse firma Van Vulpen.